# Dvorec Štrovsenek
Dvorec Štrovsenek (nemško Straussenegg) stoji v naselju Šmatevž v občini Braslovče.

## Zgodovina
Na tem mestu je stal lovski dvor grofov Celjskih. V listini je omenjen leta 1467 kot »Jagerhof zu St. Mathes under Sanneg«. Takrat je bil v deželnoknežji lasti, kot »dediščina« po Celjskih. S to listino cesar Friderik III. do preklica daje dvorec v najem Jörgu Leisserju, nakar ga mora vrniti gradu Žovnek.  Med leti 1578 - 1590 je štajerski deželni zdravnik dr. Jakob Strauss zgradil prvi trakt povsem novega dvorca.  Po njem se novi dvorec leta 1585 prvič imenuje »Straussenhof«.  Po njegovi smrti leta 1590 je zamenjal več lastnikov. Najprej ga je odkupil Straussov zet  Andrej pl. Tavčar (Tauthscher), brat ljubljanskega škofa Janeza pl. Tavčarja. Tega je 1635 nasledil Jakob Ernest Tavčar. Nato je bil do leta 1642 v lasti Gregorja Matačiča, ki mu je tega leta sledil Andrej pl. Gusič, ki je umrl leta 1657. Med leti 1681 in 1730 so ga posedovali grofje Sauerji. Nadalje je znano, da je dvorec leta 1730 kupila Marija Konstancija Pilpach, ki jo je nasledil sin Karel Žiga Pilpach. Leta 1742 je dvorec pridobila družina Lovrenca Schreckingerja, ki ga leta 1760 nasledi Maks Schreckinger pl. Neidenberg, ki posest kasneje spet prenese na Lovrenca. Dvorec je leta 1776 kupil Karel Johann Kircher, od njega pa leta 1797 Alojz Rosman. Tri leta kasneje preide v last Valentina Pegama in leta 1809 ga odkupita Jakob Brezic in Konstancija roj. Pilpach. Tudi v njuni lasti ni bil dolgo in se lastniki zamenjujejo po nekaj letih, najprej leta 1812 Nikolaj del Negro, in njegova vdova Amalija roj. Čokl, ki se je poročila z Jožefom Tomšičem, 1847 Jožef  Krügerschuch, 1855 polkovnik vitez pl. Födransberg, 1863 baron Bruck. 
Za dvorec Štrovsenek je prelomno leto 1869, ko ga je kupil major huzarjev vitez Karl Haupt pl. Hohentrenk. Ta je dvorec temeljito dogradil, prizidal mu je še tri krila in uredil arkadno dvorišče. Tako je stavbo prezidal v angleško kastelnem slogu in mu dal sedanjo podobo. Po smrti majorja v pokoju viteza Karla Haupta pl. Hohentrenka leta 1915 je skrbnik njegovih dveh otrok leta 1917 dvorec prodal. Dve leti je v dvorcu živel češki podjetnik Karel Kurka, ki je v Polzeli ustanovil podjetje za proizvodnjo strojil. Dvorec s pripadajočo žago je kupil trgovec z lesom ritmojster Ivan »Žani« Čmak, ki so ga lokalni partizani ob začetku druge svetovne vojne 25. 10. 1941 skupaj z ženo Štefanijo odpeljali na bližnjo gozdno planoto Dobrovlje in ju izvensodno na Čreti likvidirali skupaj z njihovim vrtnarjem Bobekom. 
Po drugi svetovni vojni so med leti 1956 in 1971 dvorec uporabljali za dom za ostarele. Ko se je ta preselil je dvorec prevzelo gradbeno podjetje Ingrad. Po propadu podjetja Ingrad je imelo okolico in dvorec v najemu podjetje Biva hiše d.o.o., ki je prav tako propadlo v nekaj letih. Dvorec in pomožni prostori podjetij Ingrad oz. Biva hiše so v razpadajočem stanju, občina se trudi obnavljati vsaj ostrešje, da bi dvorec ne propadel dokončno. Išče se tudi investitor, ki bi dvorec prevzel in renoviral ter ga uporabljal v turistično-kulturne namene.

## Opis arhitekturno-gradbenih značilnostmi dvorca
Sedanja stavba dvorca ima baročne značilnosti stavbe v angleškem kastelnem slogu. V notranjosti najdemo tudi neoklasicistične in neoromantične elemente ter neorokokojske motive predvsem v freskah. Trije stropi so namreč prekriti s freskami z raznimi motivi v različnih omenjenih historičnih slogih. V pritličju imajo nekateri prostori križnogrebenaste oboke ali banjske oboke s svodnicami z grebenastimi robovi, zato jih lahko smatramo kot ostanek prve zgradbe iz 16. stoletja. V nekaj sobah v nadstropju so še ohranjeni kasetirani in delno rezljani novejši leseni stropi. Na njih najdemo tudi nekaj kovinskih rozet. V dvorcu je še nekaj peči iz 19. stoletja, na dvorišču pod arkadami pa je vzidan rimski relief.

## Zanimivosti
Na dvorec Štrovsenek se navezuje zanimivost vezana na lastnika Karla Haupta, ki je bil lastnik dvorca kar 46 let do svoje smrti leta 1915 v starosti 76 let. Pokopan je na pokopališču bližnje vasi Gomilsko, kjer je njegov spomenik pod spomeniškim varstvom (značilna piramida). Lastnik je torej postal, ko je imel 30 let in je bil v vojaški službi. Bil je iz družine moravskih nemških industrijalcev Hauptov iz Brna in Zlina, in je bil po poroki njegove sestre Adele v družbi s cesarjevimi oficirji iz Moravske. Sestra se je namreč v drugič poročila z avstro-ogrskim generalom baronom Edmundom von Krieghammer-jem, ki je bil med leti 1895 in 1902 minister za vojno Avstro-ogrskega cesarstva in zasebni prijatelj cesarja Franca Jožefa. Tako je tudi v letih ministrovanja preživel oddih v Šmatevžu na dvorcu Štrovsenek (pri svojem svaku). Bil je strasten lovec in je leta 1906 umrl med lovom v Bad Ischl-u, od koder je bil prepeljan v Šmatevž in pokopan na pokopališču na Gomilskem. Tudi njegov spomenik je pod spomeniškim varstvom.